# Ocyllus binotatus
Ocyllus binotatus là một loài nhện trong họ Thomisidae.
Loài này thuộc chi Ocyllus. Ocyllus binotatus được Tord Tamerlan Teodor Thorell miêu tả năm 1887.